# Lucky Luke és a nagyváros
A Lucky Luke és a nagyváros (eredeti cím franciául: Lucky Luke, angolul: Daisy Town) 1971-ben bemutatott francia–amerikai rajzfilm, amely Morris és René Goscinny azonos című képregény-sorozata alapján készült. Az animációs játékfilm rendezője René Goscinny, producerei Gerard Dargaud, René Goscinny, Raymond Leblanc és Leon Zuratas. A forgatókönyvet Pierre Tchernia írta, a zenéjét Claude Bolling szerezte. A mozifilm a Belvision, a Dargaud Films és a Les Productions Artistes Associés gyártásában készült, a United Artists forgalmazásában jelent meg. Műfaja western filmvígjáték.
Franciaországban 1971. december 15-én mutatták be a mozikban, Magyarországon 1997. december 6-án a Duna TV-n vetítették le a televízióban.

## Szereplők
- Lucky Luke – A világ legjobb képregény hőse vadnyugaton.
- Jolly Jumper – Lucky Luke hűséges beszélő lova.
- Joe Dalton – A legidősebbik testvér.
- William Dalton – Az idősebbik testvér.
- Jack Dalton – A fiatalabbik testvér.
- Averell Dalton – A magas legfiatalabbik testvér.
- Mathias Bones – A Temetkezési vállalat tulajdonosa.
- Ming Li Foo – A kínai mosoda tulajdonosa, messzi földről.

## Magyar hangok
| Szereplő                  | Eredeti hang      | Magyar hang         |
| ------------------------- | ----------------- | ------------------- |
| Lucky Luke                | Marcel Bozzuffi   | Lux Ádám            |
| Jolly Jumper              | Jean Berger       | saját hangján       |
| Joe Dalton                | Pierre Trabaud    | Harsányi Gábor      |
| William Dalton            | Jacques Balutin   | Forgács Gábor       |
| Jack Dalton               | Jacques Jouanneau | Szombathy Gyula     |
| Averell Dalton            | Pierre Tornade    | Melis Gábor         |
| Polgármester              | Jacques Fabbri    | Horkai János        |
| Mathias Bones             | Roger Carel       | Kenderesi Tibor     |
| Keselyű                   | Roger Carel       | Szűcs Sándor        |
| Rokkant öregember         | Roger Carel       | Juhász Tóth Frigyes |
| Lovasság hadnagya         | Roger Carel       | Wohlmuth István     |
| Távírnok                  | N/A               | Wohlmuth István     |
| Pókeres                   | N/A               | Wohlmuth István     |
| Tűzoltó                   | N/A               | Wohlmuth István     |
| Körtánc énekes            | Gérard Rinaldi    | Bácskai János       |
| Sajtófőnök                | Jacques Hilling   | Bácskai János       |
| Lovas futár               | Jacques Hilling   | Albert Péter        |
| Törzsfőnök                | Claude Dasset     | Karsai István       |
| Kocsmáros                 | Georges Atlas     | Antal László        |
| Bankár                    | Jacques Legras    | Palóczy Frigyes     |
| Mesélő                    | André Le Gall     | Uri István          |
| Nagydarab bandatag        | N/A               | Kardos Gábor        |
| Hotelportás               | N/A               | Botár Endre         |
| Idős farmer a pókerezőnél | N/A               | Pálfai Péter        |
| Zöldséges                 | N/A               | Pálfai Péter        |
| Ming Li Foo               | N/A               | Pálfai Péter        |

## Televíziós megjelenések
- Duna TV, Film+ 2
- M2
- Film+, RTL+